# Landtag della Stiria
Il Landtag della Stiria (in tedesco Landtag Steiermark) è l'assemblea legislativa monocamerale dello stato federato austriaco della Stiria. La sede dell'organo è il Landhaus (Palazzo della Dieta regionale), sito a Graz.

## Composizione
L'art. 10 par. 2 della Costituzione dello Stato federato della Stiria sancisce che i seggi del Landtag siano assegnati su base circoscrizionale: "L'elettorato esercita il proprio diritto elettorale su base circoscrizionale, in cui ciascuna circoscrizione è costituita da una determinata area territoriale. Il numero di rappresentanti eletti è ripartito in circoscrizioni proporzionali al numero dei cittadini dello Stato federato. […]"
La Stiria è suddivisa in 4 circoscrizioni elettorali (Wahlkreise):
- 1 (Graz e Graz-Umgebung, 15 seggi)
- 2 (Stiria orientale, 11 seggi)
- 3 (Stiria occidentale, 8 seggi)
- 4 (Alta Stiria, 14 seggi)